# Pattinaggio su strada ai Giochi mondiali 2022 - 1 giro maschile
La gara del giro maschile di pattinaggio su strada ai Giochi mondiali 2022 si è svolta l'11 luglio 2025 a Birmingham.

## Risultati
| Rank | Atleta                            | Round       | Tempo   | Note  |
| ---- | --------------------------------- | ----------- | ------- | ----- |
| 1    | Duccio Marsili                    | Finale      | 1:03.75 |       |
| 2    | Yvan Sivilier                     | Finale      | 1:04.97 | +1.22 |
| 3    | Simon Albrecht                    | Finale      | 1:05.57 | +1.82 |
| 4    | Ricardo Cristopher Verdugo Campos | Finale      | 1:05.60 | +1.85 |
| 5    | Dhanush Babu                      | Semifinali  | 1:06.49 | +0.33 |
| 6    | Jose Daniel Moncada Silva         | Semifinali  | 1:08.13 | +2.39 |
| 7    | Li-Yang Kuo                       | Semifinali  | 1:09.78 | +3.62 |
| 8    | James Robert Sadler               | Semifinali  | 1:11.48 | +5.74 |
| 9    | Bayron Francisco Siles Vega       | Preliminari | 1:08.97 | +2.83 |
| 10   | Francisco Manuel Reyes Petrelli   | Preliminari | 1:09.00 | +3.25 |
| 11   | Jorge Luis Martinez Morales       | Preliminari | 1:10.17 | +4.03 |
| 12   | Walter Rafael Urrutia Meija       | Preliminari | 1:11.88 | +6.44 |
| –    | Andres Mauricio Jimenez Torres    | Preliminari | –       | DNS   |